# Terülő rozsdástapló
A terülő rozsdástapló vagy ferde csertapló (Inonotus obliquus) a Hymenochaetaceae családba tartozó, Eurázsiában és Észak-Amerikában honos, lombos fák (főleg nyírfák) törzsén élő taplógombafaj. A népi és alternatív gyógyászatban alkalmazzák, orosz nevén csagaként közismert. 

## Megjelenése
A terülő rozsdástapló lombos fák élősködője, azok törzsén található. A kéreg alul kitörő ivartalan termőteste (szkleróciuma) többéves, mérete 10-30 cm, alakja szabálytalan, fekete, gumószerű, szénre hasonlító rögös-repedezett felszínű. Belseje sárgásbarnás. 
A fa pusztulása után a kéreg alatt alakul ki az ivaros termőtest, amely emiatt csak ritkán kerül szem elé, csak a repedésekben tűnik fel és a rovarok gyakran károsítják (feltételezik hogy a spórák terjesztésében is részük van). Ez a termőtest egyéves, terülő, gyakorlatilag csak pórusokból áll. Színe fehéres, majd olívsárgás, barnuló, selymesen csillogó bevonatot képez. A pórusok igen sűrűek (3-5 db/mm), alakjuk hosszúkás, szögletes; 5-10 mm hosszúak, kissé ferdén állnak, fehéresek.
Húsa szívós, parafaszerű, színe narancsbarna. Szaga és íze nem jellegzetes. Kálium-hidroxiddal azonnali fekete színreakciót ad. 
Spórapora fehér. Spórája ellipszis alakú, sima, mérete 8-10 x 5-7,5 μm. 

### Hasonló fajok
A szenes ripacsgomba, a változékony ripacsgomba, a szenes gömbgomba hasonlíthat hozzá.

## Elterjedése és termőhelye
Eurázsiában és Észak-Amerikában honos. Elsősorban ott gyakori, ahol kiterjedt nyírfaerdők találhatók (Oroszország, Lengyelország, Finnország, Baltikum); Magyarországon ritka.
Lombos fák (főleg nyírfák, de ritkábban más fákon is pl. tölgy, juhar, éger, fűz, bükk, gyertyán, stb.) parazitája. Az idős, 30-50 éves fákat támadja, amelyek ezután még több évtizedig (30-80 évig) elélhetnek. Az ivartalan termőtest lassan nő, kb. 10-15 év alatt éri el a 10 cm-es méretet. Ha külső anyagát óvatosan eltávolítják, akkor visszanő. A gomba a faanyagban fehérkorhadást okoz. A fa pusztulása után fejleszti ki spóratermő ivaros termőtestét. 

### Felhasználása
A népi gyógyászatban már évszázadok óta alkalmazzák, elsősorban forró vízben áztatva, tea formájában. Hippokratész sebek lemosására javasolta. Kelet-Európában gyomorbántalmakra,  gyulladások és élősködők ellen használták. Állítólag az egyik kijevi fejedelem ajakdaganatát is ezzel gyógyították meg. Később rákellenes hatást tulajdonítottak neki. Irodalmi művekben is említik, pl. Alekszandr Szolzsenyicin Rákosztály-ában.  
A mai alternatív medicinában orosz nevén csagaként, illetve hamvaskéreggombaként ismert. Kimutatták, hogy antioxidánsokat, antivirális és parazitaellenes anyagokat tartalmaz, jó hatással volt cukorbetegség kezelésében. Hatása tudományos módszerekkel azonban nem bizonyított és csak mértékkel fogyasztandó, mert nagy mennyiségű oxalátot tartalmaz.  

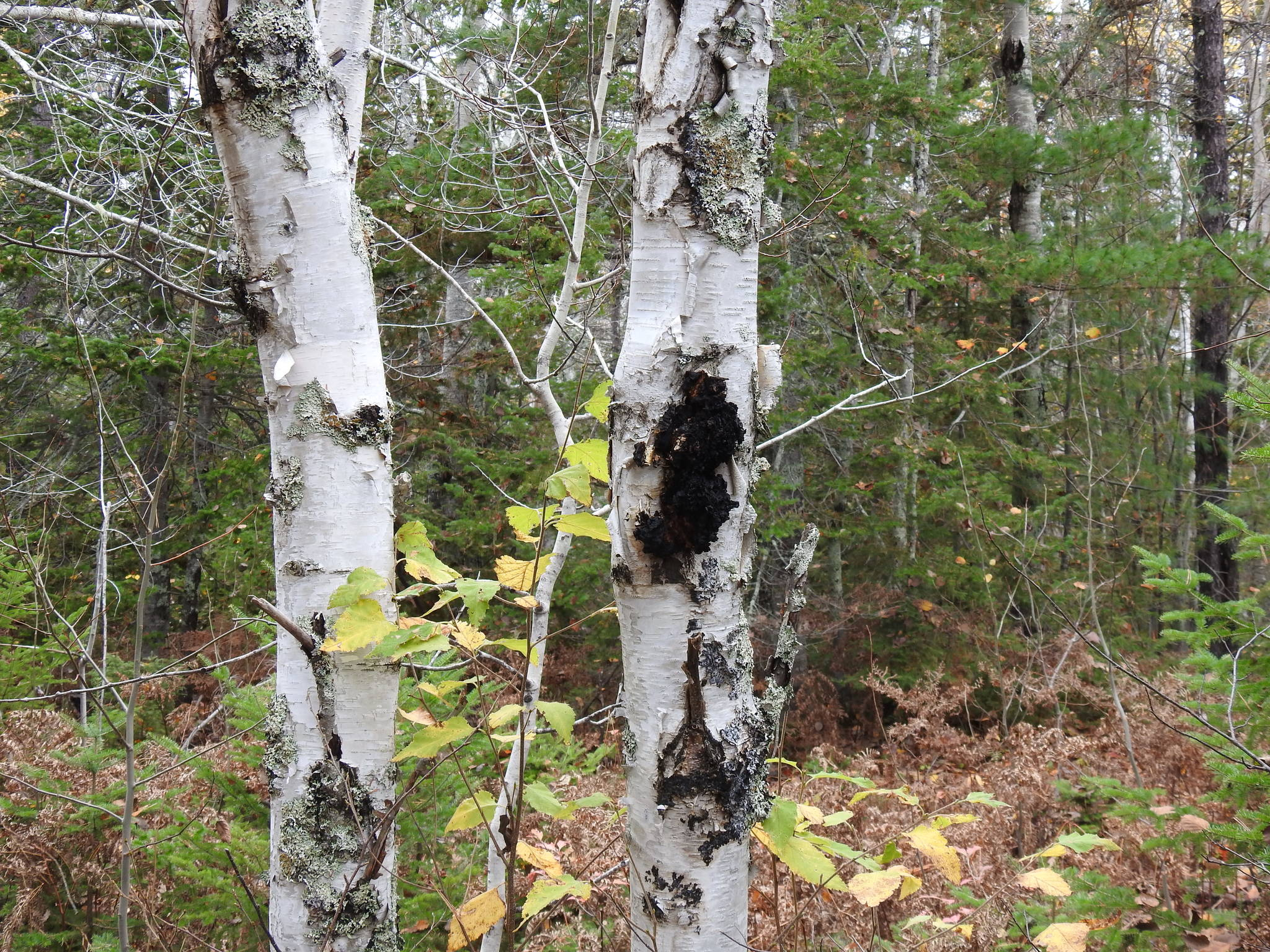
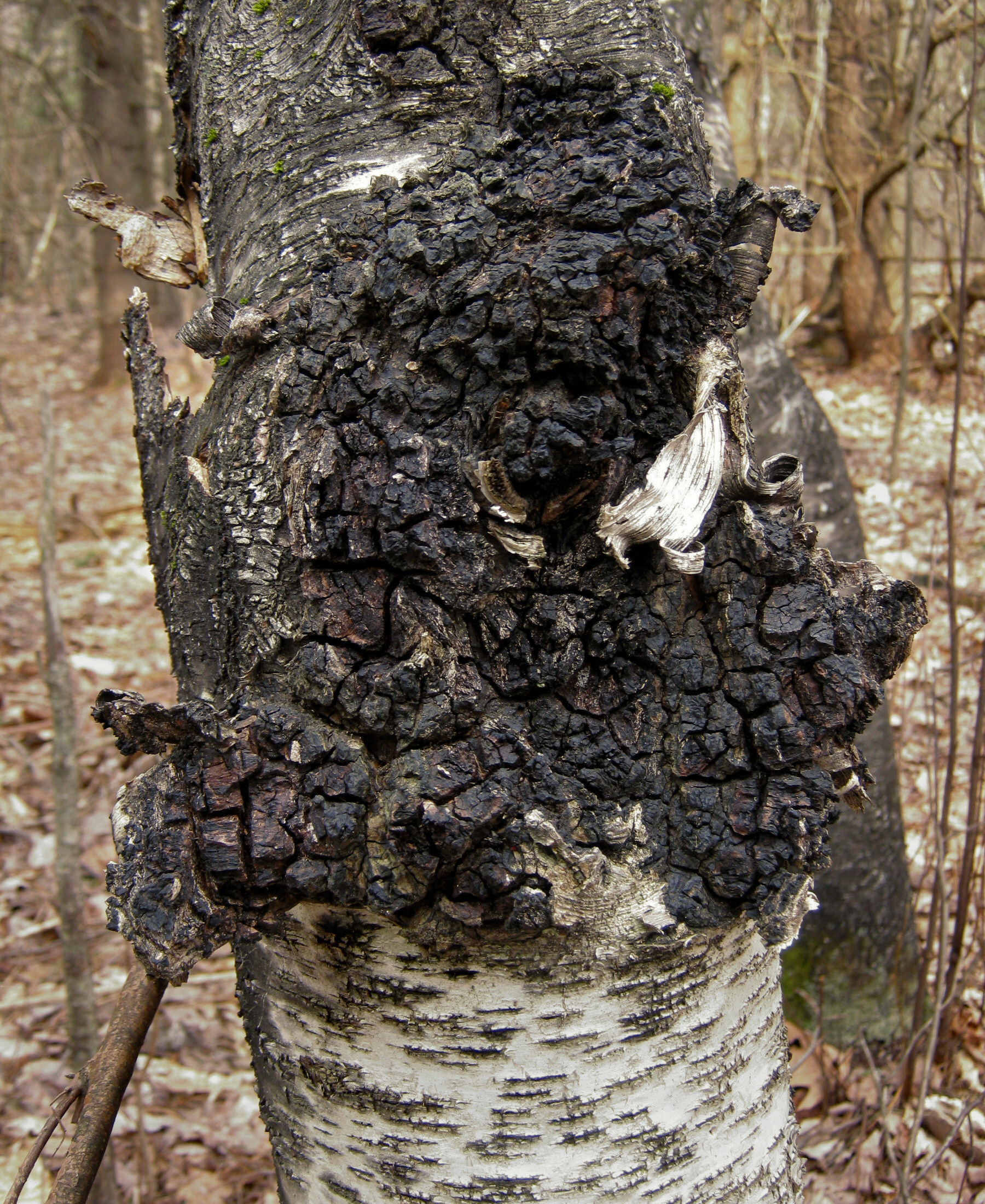
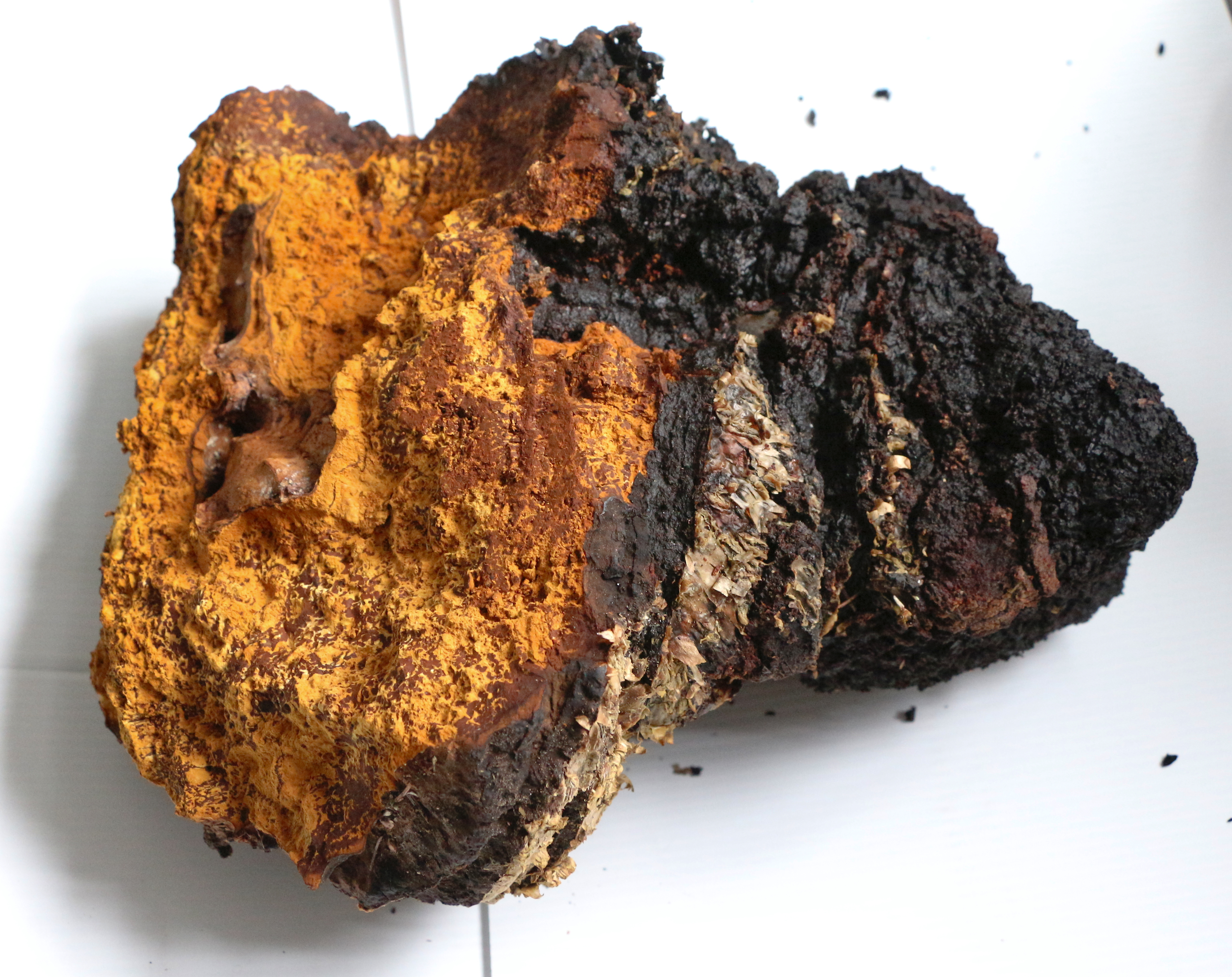
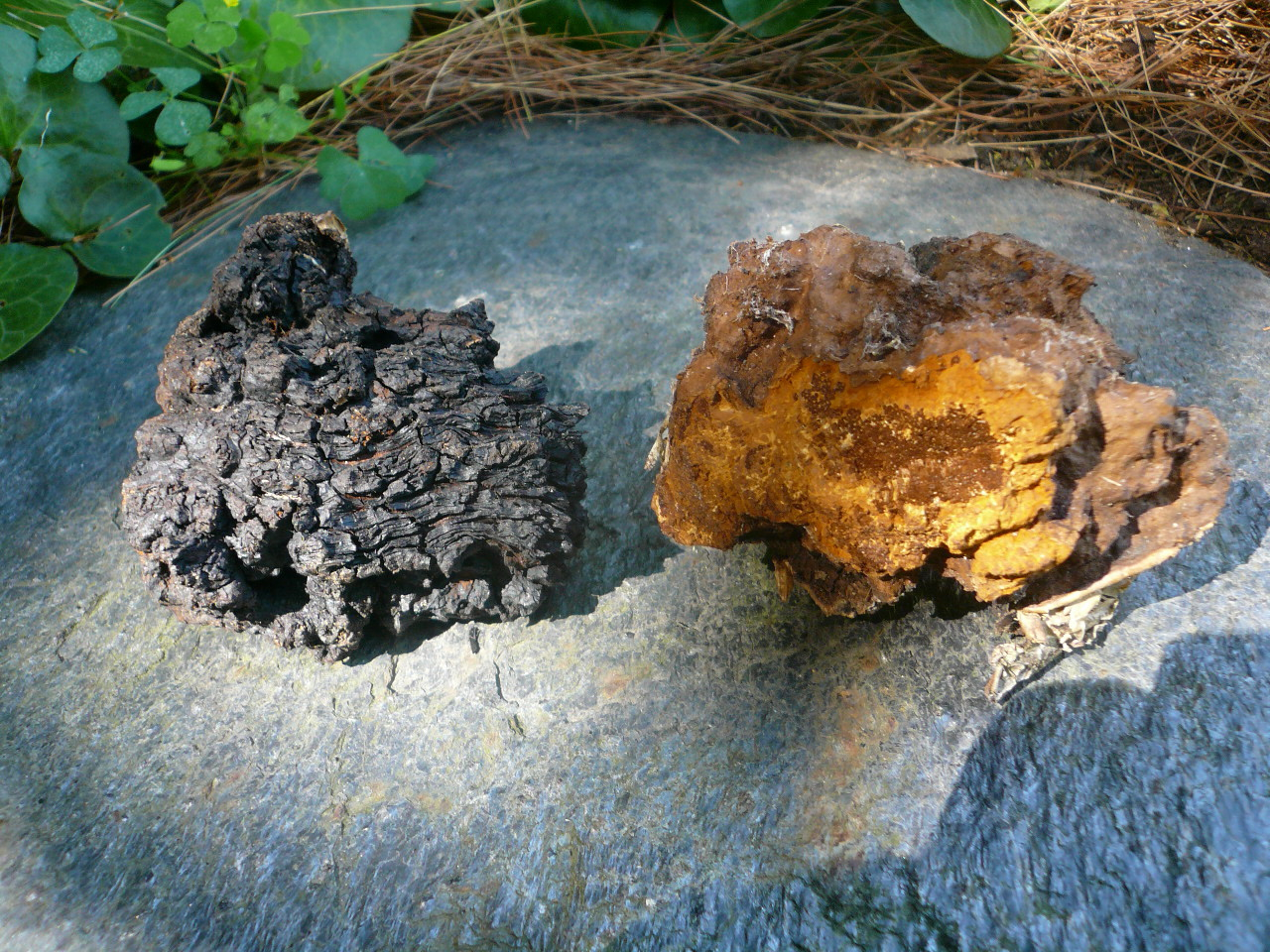
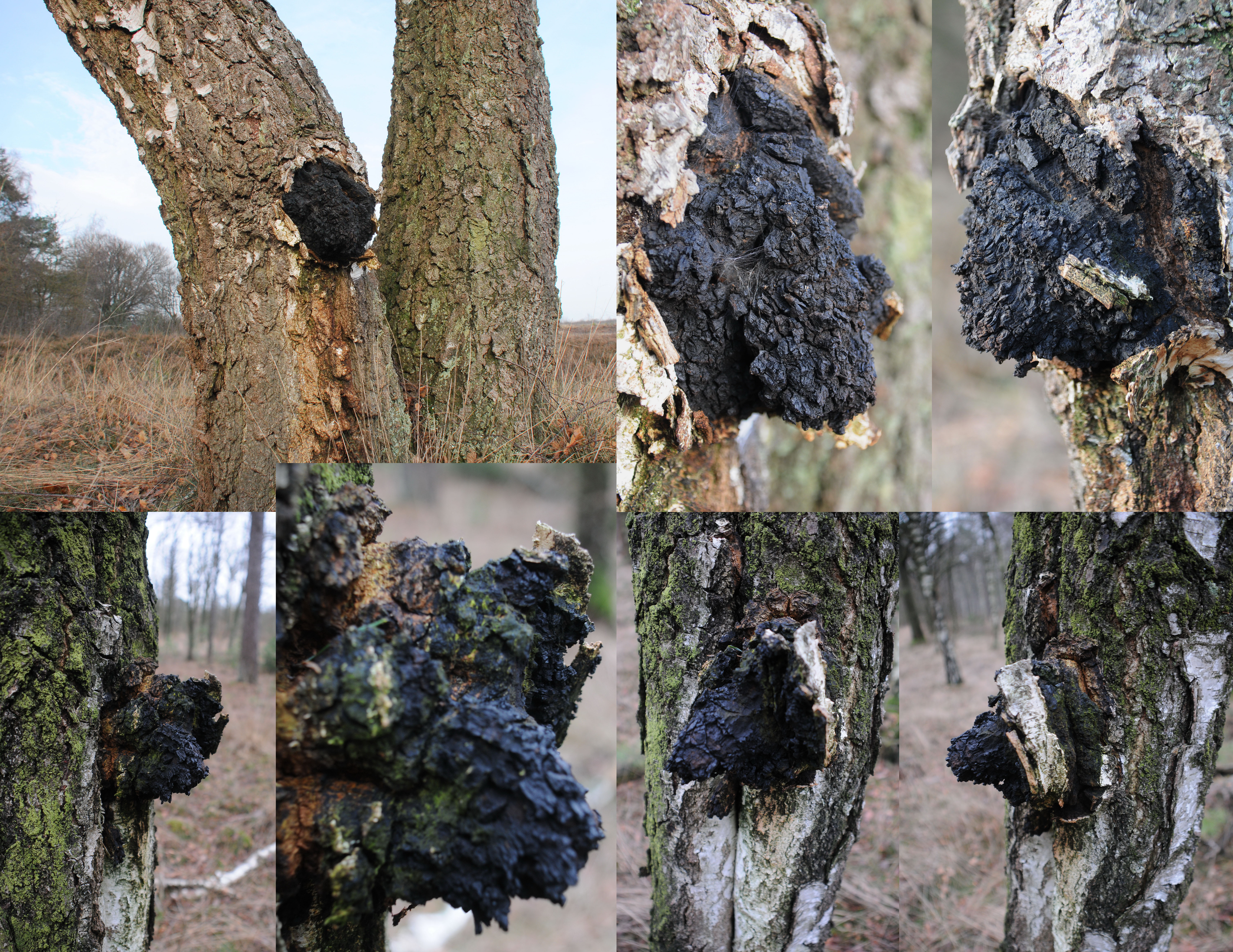